# Баньков Олександр Сергійович
Олекса́ндр Сергі́йович Баньков (3 лютого 1983, Рубіжне, Луганська область) — український дипломат. Колишній посол України в Румунії (2017—2020).
Державний секретар МЗС України (2020—2024).

## Життєпис
Народився 3 лютого 1983 року в Рубіжному Луганської області. Закінчив факультет філології Київського університету ім. Шевченка. Володіє румунською, англійською та французькою мовами.
У системі МЗС України працює з 2006 року. На дипломатичні службі працював третім секретарем з консульських питань Посольства України в Румунії, згодом директором Департаменту секретаріату Міністра закордонних справ України.
З 2006 по 2010 — працював аташе, третім секретарем з консульських питань Посольства України в Румунії.
З 2010 по 2014 — займав посади третього, другого, першого секретаря, радника Міністерства закордонних справ України.
З 2014 по 2017 — Заступник директора, Директор Департаменту секретаріату Міністра закордонних справ України.
4 квітня 2017 по 15 липня 2020 — посол України в Румунії.

## Дипломатичний ранг
- Дипломатичний ранг радника першого класу[9].
- Надзвичайний і Повноважний Посланник другого класу (2019)[10].
- Надзвичайний і Повноважний Посланник першого класу (2021)[11].
- Надзвичайний і Повноважний Посол (2023)[12].